# Чонские языки
Чонские языки (языки чон) — семья южноамериканских языков, некогда распространенная на Огненной Земле и в Патагонии.
Известно о существовании шести языков данной семьи, из которых пять уже вымерли. Их можно разделить на две группы:
- Патагонская группа: севернопатагонский язык †, теуэльче, теушен†, пуэльче (гынына-яхэч) †
- Островная группа: о́на (селкнам) †, хауш †

Один источник утверждает, что последние люди, свободно говорящие на языке она, умерли в 1980-х годах  , но еще утверждают, что двое говорящих жили в 2014 году, один из которых скончался в том же году. , этот народ в XX веке изучали многие антропологи, такие, как Мартин Гузинде и Энн Чэпмен.
Язык теуэльче также находится на грани исчезновения. Кочевники теуэльче вели мирную торговлю с валлийскими поселенцами в Аргентине, при этом некоторые выучили валлийский язык, который использовали в торговле.
С другой стороны, теуэльче подвергались преследованиям со стороны властей. В результате поглощения арауканами многие теуэльче перешли на диалекты арауканского языка. Если в 1900 г. насчитывалось около 5 тыс. носителей теуэльче, то в 2005 г. осталось не более 20.